# آرثر روز سينيور
آرثر روز سينيور (بالإنجليزية: Arthur Rose Sr.)‏ هو نحات أمريكي، ولد في 26 مايو 1921 في تشارلستون في الولايات المتحدة، وتوفي في 13 فبراير 1995.